# Daniel Jensen
Daniel Jensen (Copenhague, Dinamarca, 25 de junio de 1979) es un exfutbolista danés. Jugaba de centrocampista y su último club fue el Lyngby BK.

## Trayectoria
Jensen empezó su carrera profesional en 1996 en un equipo de su ciudad natal, el Boldklubben af 1893.
En julio de 1998 ficha por el SC Heerenveen. En esa época disputó más de 100 partidos en la Eredivisie. Estuvo en el equipo hasta que se le acabó el contrato en verano de 2003.
En la temporada 2003-04 se marcha a jugar a la Liga española de fútbol con el Real Murcia. Debutó en la Primera División de España el 3 de septiembre de 2003 en el partido Real Murcia 1-1 Racing de Santander. Esa temporada, en la que su equipo descendió de categoría al quedar último, Jensen disputó 28 partidos de liga. 
Al año siguiente ficha por  el Werder Bremen alemán, equipo que realizó un desembolso económico de 1 millón de euros para poder hacerse con sus servicios. Con este equipo gana la Copa de la Liga de Alemania en 2006. En enero de 2008 Jensen firmó una ampliación de su contrato que le unirá a su club hasta el 2011. 
En diciembre del 2011 prueba con el Novara en un intento de conseguir un nuevo contrato, el 3 de enero de 2012 Jensen firmó un contrato con Novara que lo mantendrá en el club hasta 2013.
En enero de 2013 el jugador se convierte en refuerzo hasta el final de la presente temporada del FC Copenhagen, volviendo para jugar en el equipo de su ciudad natal.

## Selección nacional
Ha sido internacional con la selección de fútbol de Dinamarca en 52 ocasiones. En febrero de 2002, el seleccionador nacional Morten Olsen le hizo debutar. 
Participó con su selección en la Eurocopa de Portugal de 2004. Jensen salió de titular en los tres primeros partidos contra Italia, Bulgaria y Suecia). Sin embargo el entrenador no lo puso en el partido de cuartos de final contra la República Checa, donde su equipo perdió por tres goles a cero.

## Clubes
| Club                | País         | Año         |
| ------------------- | ------------ | ----------- |
| Boldklubben af 1893 | Dinamarca    | 1996 - 1998 |
| Heerenveen          | Países Bajos | 1998 - 2003 |
| Real Murcia         | España       | 2003 - 2004 |
| Werder Bremen       | Alemania     | 2004 - 2011 |
| Novara Calcio       | Italia       | 2012        |
| FC Copenhague       | Dinamarca    | 2013        |
| SønderjyskE Fodbold | Dinamarca    | 2013-2015   |
| Lyngby BK           | Dinamarca    | 2015-2016   |

## Palmarés
- 1 Copa de la Liga de Alemania (Werder Bremen, 2006)